# E59号線
E59号線 (E59ごうせん、英: European route E59) はヨーロッパを南北に結ぶ欧州自動車道路のAクラス幹線道路。
チェコのプラハを基点にクロアチアのザグレブまでを結ぶ。

## 経路

### 経過する主要都市
- チェコ
  - E48号線,E50号線,E55号線,E65号線,E67号線 - プラハ
  - E50号線,E65号線 - イフラヴァ
- オーストリア
  - E49号線,E58号線,E60号線,E461号線 - ウィーン
  - E57号線,E66号線 - グラーツ
  - シュピールフェルト（英語版）
- スロベニア
  - E57号線 - マリボル
- クロアチア
  - E65号線,E70号線,E71号線 - ザグレブ